# 西门家中的筵席 (委罗内塞，米兰)
《西门家中的筵席》是保罗·委罗内塞的一幅布面油画，绘制于 1570 年，为威尼斯的 圣巴斯弟盎堂 修道院订制。他为修道院教堂绘制了一个系列，现在仍在那里，他本人也埋葬在那里。  18 世纪末法国占领威尼斯后，取缔了这个修道院，没收了艺术品。 1817 年，拿破仑倒台后，这幅画分配给米兰布雷拉画廊 。
委罗内塞为各修道院食堂绘制了筵席系列画，包括威尼斯 圣乔治马焦雷圣殿的《的《加纳婚宴》（现藏于卢浮宫），以及维罗纳 圣拉匝禄圣赛苏堂的《西门家中的筵席》（现藏于都灵）。 画中都有巨大的错视建筑，系仿照帕拉迪奥的当代建筑，委罗内塞曾与帕拉迪奥合作，装饰巴巴罗别墅。
在画面的最左边，抹大拉的马利亚用油抹基督的脚。 1573年，   宗教裁判所 对委罗内塞的审判中，提到画作中存在世俗的细节。